# Elena Ledda
Elena Ledda (Selargius, 17 maggio 1959) è una cantautrice italiana in lingua sarda.

## Biografia
Nata a Selargius, paese alla periferia di Cagliari, ha frequentato il conservatorio del capoluogo studiando oboe e canto. Nonostante le potenzialità della sua voce da mezzosoprano, ha preferito dedicare la sua carriera al genere folk, sebbene col tempo arricchito di ricerca e sperimentazione.
Al 1979 risale il suo album Ammentos, che ha già tra i crediti quel Mauro Palmas che sarà una presenza fondamentale per la sua carriera: con lui forma nel contempo la band Suonofficina, nella quale sperimenterà un'evoluzione della musica sarda che in futuro la porterà dentro l'ambito della cosiddetta world music.
In un certo senso le elaborazioni musicali del canto sardo, fatte da Elena Ledda e Mauro Palmas, pare che derivino, oltre che dalla tradizione, dall'esperienza dei Folk Songs (1964) che Luciano Berio scrisse per Cathy Berberian, nel quale elaborò canti popolari provenienti da differenti paesi. Fra questi vi era un canto sardo, Motettu de tristura, eseguito dalla mezzosoprano, in cui si apprezzavano un particolare utilizzo della voce e degli arrangiamenti che molto probabilmente influenzarono le esperienze del cross over nella musica folk  dei decenni successivi.
Nel 1984 pubblica il nuovo album Is Arrosas e in quegli stessi anni partecipa spesso alla trasmissione musicale di folk Sardegna Canta, sul canale regionale Videolina. Sempre nello stesso anno, collabora all'LP White Winds (Seeker's Journey) dell'arpista Andreas Vollenweider. 
In questo stesso periodo i Suonofficina evolvono nei Sonos, un progetto di gruppo aperto con la finalità di sperimentazione della musica etnica sulla base del patrimonio tradizionale della sua isola.
Negli anni novanta la carriera prosegue con la pubblicazione di Incanti (1993) mentre continua un'attività dal vivo che porterà Elena ad esibirsi in tutto il mondo.
All'inizio del nuovo millennio la cantante ha raggiunto ormai uno stadio di notevole apprezzamento da parte della critica. In seguito alla morte di Maria Carta nel 1994,è lei a divenire l'immagine femminile della Sardegna in musica, pur non eguagliando la popolarità nell'isola ed oltremare della cantante di Siligo.
I dischi Maremannu, uscito nel 2001, e Amargura del 2005, confermano lo stato di grazia raggiunto e una consolidata maturità artistica. Quest'ultimo album, che vede la collaborazione di Lino Cannavacciuolo, si arrischia in sonorità a metà strada tra le vibrazioni ancestrali del patrimonio della Sardegna e quello più codificato e melodico di Napoli.
Nel 2007 il disco Rosa Resolza, registrato con l'amico Andrea Parodi, riceve a Sanremo la Targa Tenco al Premio Tenco per il miglior disco in Dialetto e il premio "Città di Loano" per il miglior disco di Musica Popolare 2007. Nel 2008 pubblica Live at jazz in Sardegna e nel 2009 Cantendi a Deus.
Nel 2014 si candida nel Collegio Isole alle elezioni europee nella lista di sinistra L'Altra Europa con Tsipras.
Nell'ottobre del 2016 è ospite nel disco di Enzo Avitabile Lotto Infinito dove duetta in Nisciuno Sape. 
Nonostante Elena Ledda sia originaria della Sardegna del sud, usa con estrema facilità tutte le varianti linguistiche presenti nell'isola. L'artista selargina ha collaborato con Fabrizio De André, Lester Bowie, Don Cherry, Andreas Vollenweider, Savina Yannatou, Maria del Mar Bonet, Paolo Fresu, Noa e Andrea Parodi, Rita Marcotulli, Antonello Salis, Gavino Murgia, Riccardo Tesi.

## Discografia
- 1979 Ammentos
- 1984 Iandimironnai, con Suonofficina di Mauro Palmas
- 1984 Is arrosas
- 1988 Sonos
- 1993 Incanti
- 1999 Sonos Langanos
- 2000 Maremannu
- 2004 Special" Unionesarda
- 2005 Amargura
- 2006 Tutti baci con Savina Yannatou
- 2007 Rosa Resolza
- 2008 Live at Jazz in sardegna
- 2009 Cantendi a Deus
- 2010 Undas
- 2014 Bella Ciao
- 2018 Lantias

### Collaborazioni
- 1995 Canti randagi
- 2010 Canti randagi 2